# Ланарс
Лана́рс (фр. Lanarce, окс. La Narsa) — коммуна во Франции, находится в регионе Рона — Альпы. Департамент коммуны — Ардеш. Входит в состав кантона Кукурон. Округ коммуны — Ларжантьер.
Код INSEE коммуны — 07130.

## Население
Население коммуны на 2008 год составляло 170 человек.
| 1962 | 1968 | 1975 | 1982 | 1990 | 1999 | 2008 |
| ---- | ---- | ---- | ---- | ---- | ---- | ---- |
| 376  | 377  | 310  | 280  | 248  | 199  | 170  |

## Экономика
В 2007 году среди 106 человек в трудоспособном возрасте (15—64 лет) 76 были экономически активными, 30 — неактивными (показатель активности — 71,7 %, в 1999 году было 65,0 %). Из 76 активных работали 71 человек (46 мужчин и 25 женщин), безработных было 5 (1 мужчина и 4 женщины). Среди 30 неактивных 5 человек были учениками или студентами, 16 — пенсионерами, 9 были неактивными по другим причинам.

## Фотогалерея

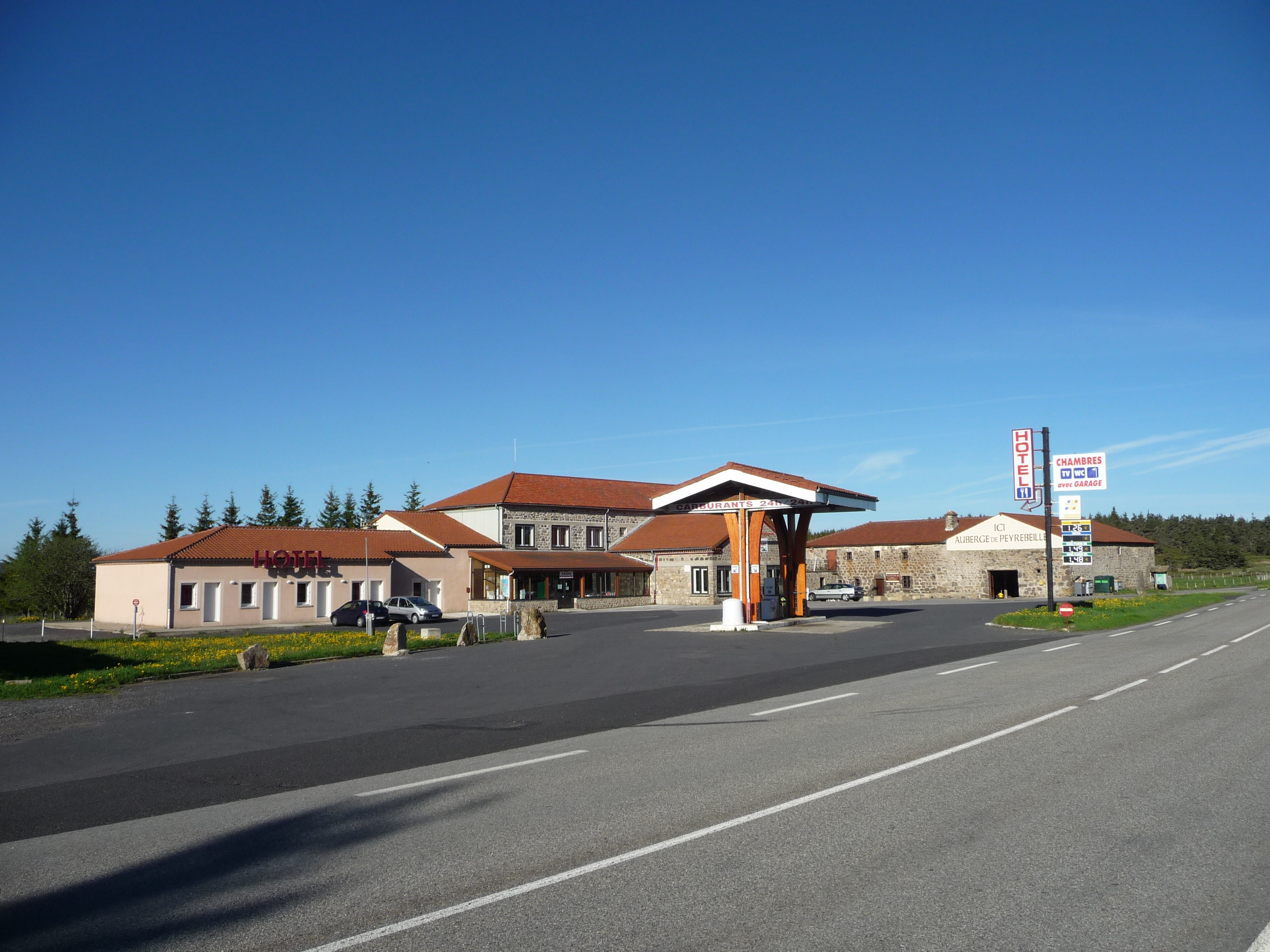
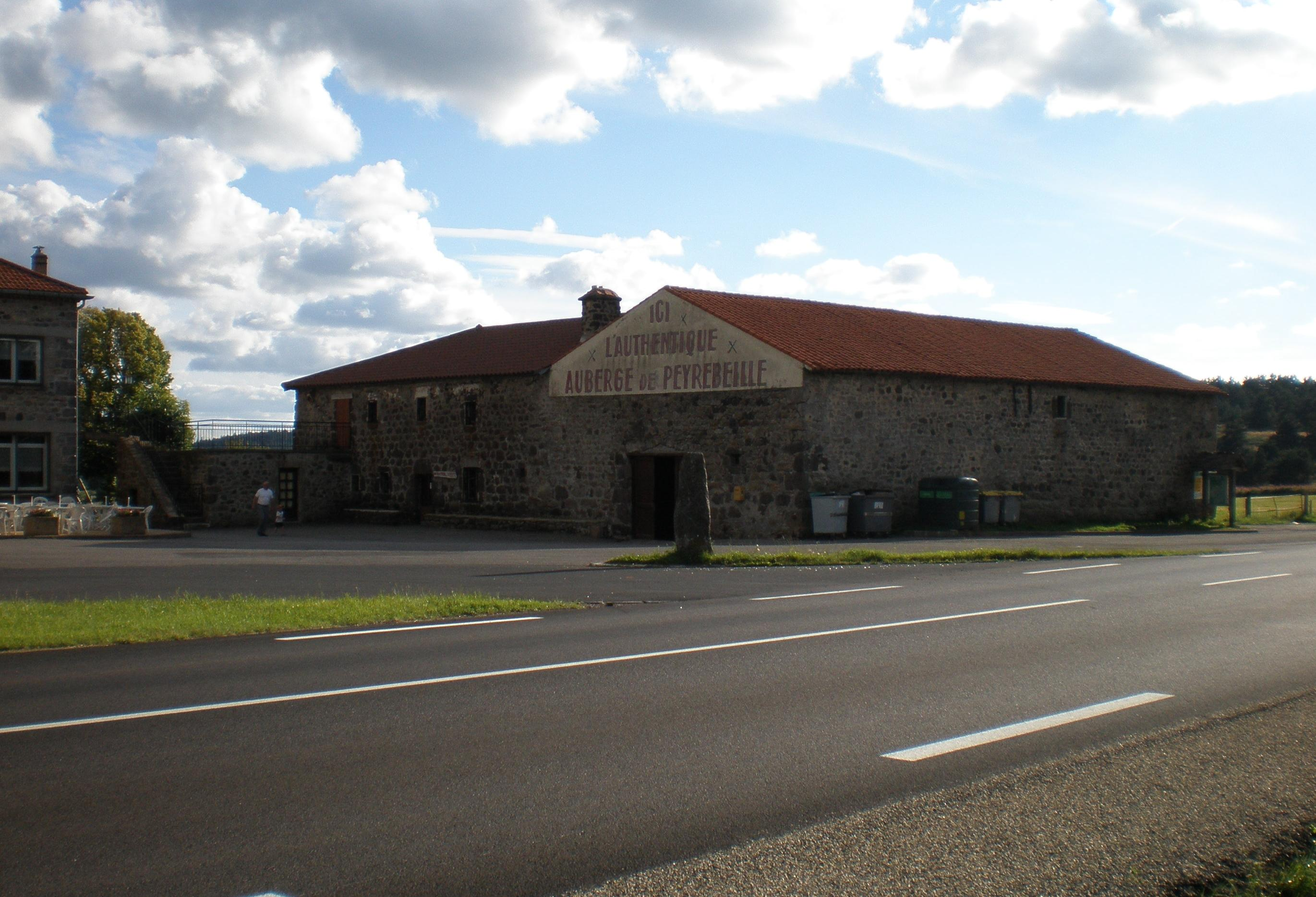
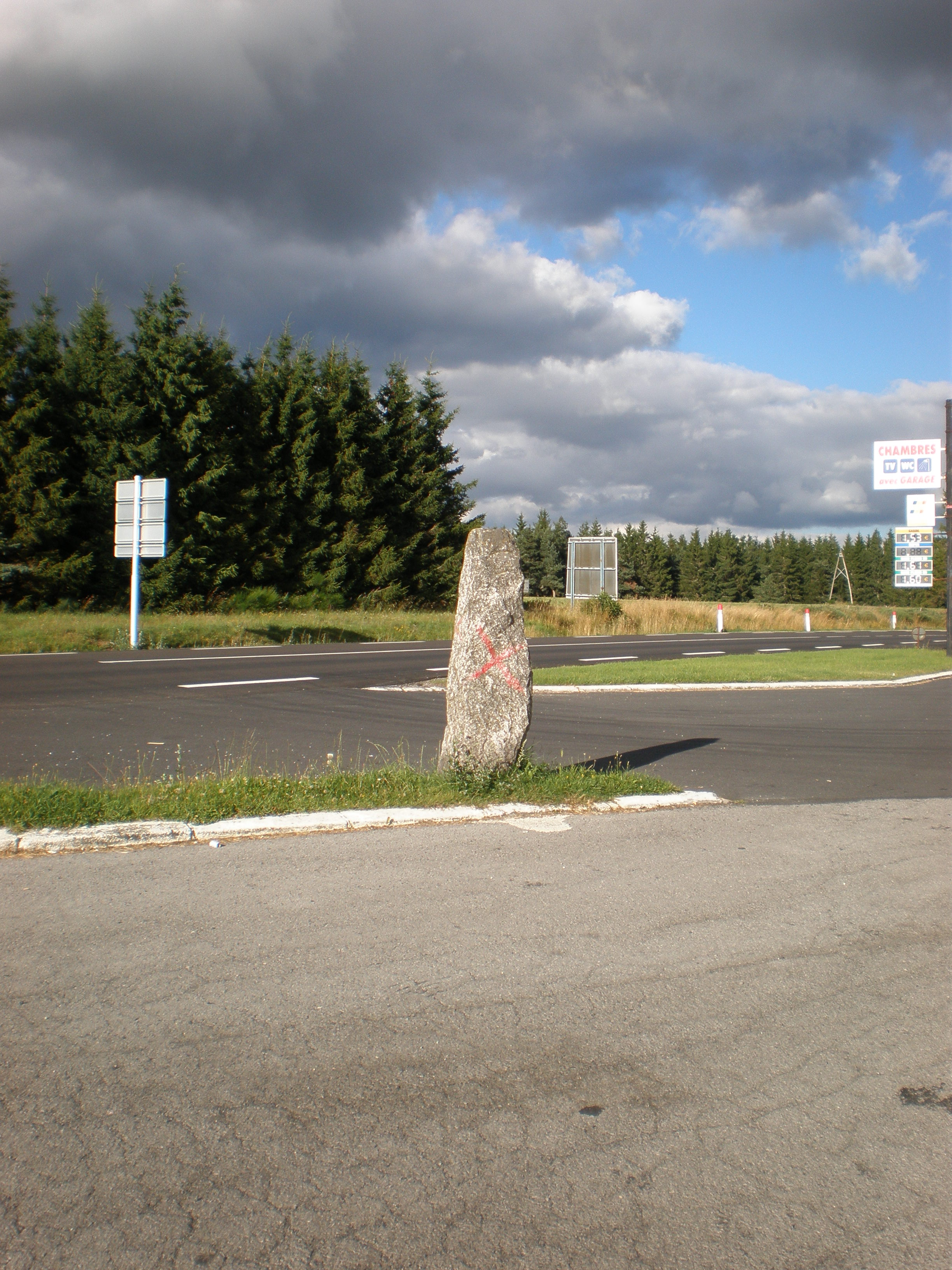
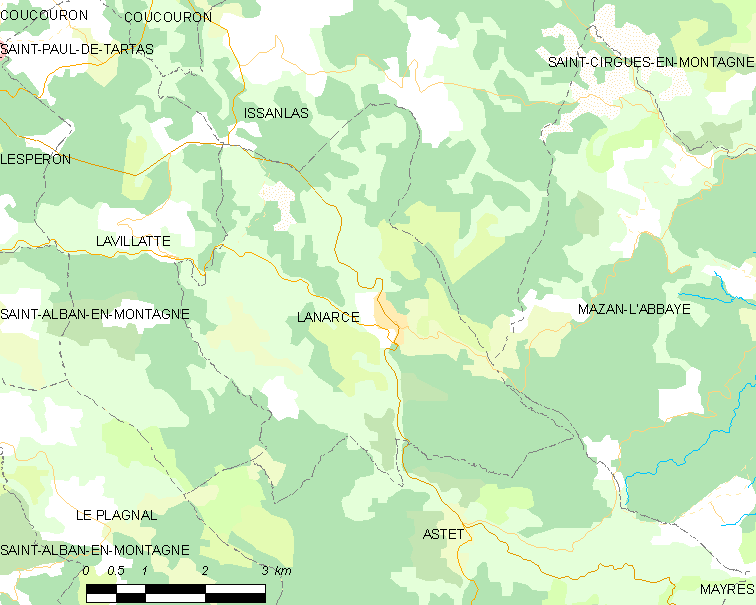
Карта коммуны